# 相良武任
相良 武任（さがら たけとう）は、戦国時代の武将。大内氏の家臣。

## 生涯

### 出自
明応7年（1498年）、相良正任の子として生まれる。相良氏の本姓は藤原氏。家系は藤原南家のひとつで、肥後の国人・相良氏の一門であると。正任は、室町時代の相良氏の家督争いにおいて下相良氏の相良長続に敗れた上相良氏の相良頼観の子である「鬼太郎」のことではないかという説がある。文人として優れ、『正任記』を著している。
武任は大内義隆の右筆・奉行人として仕え、国人の統制と守護代の権力抑制、大名権力の強化に務めた。この行政能力を義隆に信任され、天文6年（1537年）1月8日従五位下叙任・中務大丞如元、評定衆にも列せられた。
また、肥後の相良宗家との関係も持っており、相良義滋（長続の曾孫）が将軍・足利義晴から偏諱と朝廷から官職を得た際には仲介となった大内義隆の命を受けて武任が実際の工作にあたっており、勅使である小槻伊治と共に肥後国に下っている。

### 武断派との対立
天文10年（1541年）、吉田郡山城の戦いによって尼子軍が出雲国へ撤退すると、陶隆房（後の陶晴賢）はこの機を逃して出雲国への遠征を行わなければ、折角帰順した安芸国と石見国の諸勢力の離反を招いてしまうと提言した。これに対し武任は安芸国と石見国の征服が未だ完了していないのに敵地深くに侵入することは危険であり、吉田郡山城の戦いで出雲国へ撤退することになった尼子軍と同様の事態に陥るおそれがあると反対した。最終的に義隆は隆房の提言を受け入れ、出雲遠征（月山富田城の戦い）を実行したが失敗に終わり、以後は義隆の信任を受けた武任らが文治派を形成して大内家中で主導的立場に立ち、武断派の陶隆房・内藤興盛らと対立することとなる。
天文14年（1545年）、隆房らの巻き返しを受けて失脚。出家して肥後国の相良晴広の下で隠棲していたが、天文17年（1548年）に義隆の要請を受けて再出仕した。しかし、天文19年（1550年）には隆房との対立が決定的となり、暗殺まで謀られるに至るが、武任は事前に察知して義隆に密告することで難を逃れた。その後、隆房との対立を回避するため、美貌で知られた自分の娘を隆房の嫡男である陶長房に嫁がせようとするなど融和策をとったが、すべて失敗に終わったため、同年9月16日に大内家から再度出奔する。
天文20年（1551年）1月には、筑前国で筑前守護代・杉興運によって抑留され、周防に戻される。そこで、「相良武任申状」で義隆に対して弁明するが、そこで「隆房・興盛らに謀反の企てあり」と知らせたばかりか杉重矩のことまで讒訴するにいたり、武断派との仲は破局を迎え、8月10日に武任は再び大内家を再々出奔する。
そして8月20日に陶隆房が謀反を起こした後、武任は杉興運と共に筑前花尾城において隆房に抵抗したが、隆房の命を受けた野上房忠によって城を攻め落とされ自害した。享年54。武任の首は山口に送られ梟首された。
辞世の歌は「空蝉の　つくしよしとは　思はねど　身はもぬけつつ　なくなくぞ行く」

## 人物
- 一方で、武任のことを『大内義隆記』では「老臣らを讒訴する奸臣」と評している。また、大寧寺の変を振り返った大友氏重臣の戸次鑑連（後の立花道雪）は、「思慮を欠いた義隆が、道理を説いている陶隆房より、無道を企てた相良武任を贔屓した」と残している（『立花家文書』）[4]。

## 関連作品
- 『毛利元就』（1997年、NHK大河ドラマ、演：白井晃）